# 로베르 1세 드 부르고뉴 공작
로베르 1세(프랑스어: Robert Ier, 1011년~1076년 3월 21일)는 부르고뉴 공작으로, 프랑스 왕 로베르 2세의 아들이자 앙리 1세의 동생이다. 부르고뉴-카페 왕가의 두 번째 공작이었다.